# Pianella
Pianella é uma comuna italiana da região dos Abruzos, província de Pescara, com cerca de 7.508 habitantes. Estende-se por uma área de 46 km², tendo uma densidade populacional de 163 hab/km². Faz fronteira com Catignano, Cepagatti, Loreto Aprutino, Moscufo, Nocciano, Rosciano, Spoltore.
Pertence à rede das Cidades Cittaslow.

## Demografia
| Variação demográfica do município entre 1861 e 2011                               |
|                                                                                   |
| Fonte: Istituto Nazionale di Statistica (ISTAT) - Elaboração gráfica da Wikipedia |